# Complexe culturel de Porto Seco

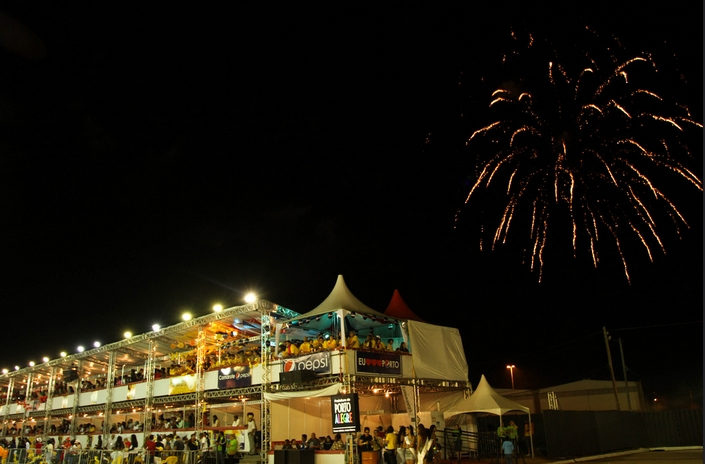
Complexe culturel de Porto Seco, lors du Carnaval de 2011

Le Complexe culturel Porto Seco est un sambodrome situé dans la ville de Porto Alegre. Il est considéré comme patrimoine culturel de l'État du Rio Grande do Sul. C'est le lieu où se déroulent les défilés du Carnaval de Porto Alegre . Il est situé dans le quartier Rubem Berta, au nord de la ville. Son inauguration a lieu en 2004.
Lors du premier défilé organisé au sambadrome, le résultat est la première place de deux écoles: les Bambas da Orgia et les Imperadores do Samba. La piste du défilé porte le nom de Carlos Alberto Barcellos (Le Pourpre), un artiste du carnaval traditionnel de la ville, et la zone de recul des percussions porte le nom de Mestre Neri Caveira, maître percussionniste pendant plusieurs années chez Imperadores do Samba.